# Edoardo Agnelli (imprenditore 1831)
Edoardo Carlo Tommaso Agnelli (Torino, 18 luglio 1831 – Roma, 7 novembre 1871) è stato un imprenditore e politico italiano, padre di Giovanni Agnelli, cofondatore della FIAT.

## Biografia
Edoardo Agnelli era il figlio ultimogenito di Giuseppe Francesco Agnelli e di Maria Maggia, ovvero Anna Maria Maggia. 
La famiglia proveniva da Racconigi dove era attiva nella coltivazione del gelso, alla base della produzione della seta.
Alla nascita, Edoardo venne battezzato in casa con "superiore permissione" e sei giorni dopo nella chiesa di San Carlo di Torino. I padrini furono Tommaso Ferrero e Anna Maria Chiarini.
Nel 1853 acquistò a Villar Perosa villa Piccon, ex-dimora dei Conti di Perosa, una lussuosa villa in stile barocco, trasferendosi in Val Chisone. 
I poderi agricoli in pianura vennero fatti gestire da mezzadri, mentre Edoardo iniziò a dedicarsi in modo prevalente agli affari e alla politica. Forte del proprio successo economico fu consigliere del comune di Villar Perosa del quale, a partire dal 1865, divenne sindaco.
Nel 1865 sposò Aniceta Frisetti, appartenente ad una famiglia molto facoltosa, dalla quale ebbe tre figli:
- Giovanni, cofondatore della FIAT.
- Carolina, nacque a Torino, nella casa di Via Cernaia 30, il giorno 11 aprile 1868 e morì in tenera età.[6]
- Felicita Carola Anna Giustina Maria, nacque a Villar Perosa il 3 novembre 1869 e morì piccola il 22 febbraio 1871.[7][8]

La famiglia Agnelli divideva il proprio tempo tra Villar Perosa e Torino. Fino alla morte prematura, avvenuta nel 1871 a 40 anni, Edoardo fu tra i protagonisti della vita torinese del suo tempo. In campo culturale, aderì alla Società Promotrice delle Belle Arti.